# Foot Ball Club Torino 1931-1932
Questa voce raccoglie le informazioni riguardanti il Foot Ball Club Torino nelle competizioni ufficiali della stagione 1931-1932.

## Stagione
Nella stagione 1931-1932 il Torino disputò il campionato di Serie A.

## Divise
| 1ª divisa |

## Organigramma societario
Area direttiva
- Presidente: Vittorio Gervasio

Area tecnica
- Allenatori: Giuseppe Aliberti e Adolfo Baloncieri

## Rosa
| N. |                      | Ruolo | Calciatore            |
| -- | -------------------- | ----- | --------------------- |
|    | Italia (bandiera)    | P     | Vincenzo Bosia        |
|    | Italia (bandiera)    | P     | Giuseppe Maina        |
|    | Brasile (bandiera)   | D     | Fernando Giudicelli   |
|    | Italia (bandiera)    | D     | Cesare Martin (II)    |
|    | Italia (bandiera)    | D     | Maggiorino Mongero    |
|    | Italia (bandiera)    | D     | Feliciano Monti (III) |
|    | Italia (bandiera)    | D     | Alberto Rosso         |
|    | Italia (bandiera)    | D     | Giovanni Spiotta      |
|    | Argentina (bandiera) | C     | José Agosto           |
|    | Italia (bandiera)    | C     | Giuseppe Aliberti     |
|    | Italia (bandiera)    | C     | Adolfo Baloncieri (c) |
|    | Italia (bandiera)    | C     | Luigi Cabrini         |
|    | Italia (bandiera)    | C     | Antonio Janni         |
|    | Italia (bandiera)    | C     | Marco Lorini          |

| N. |                      | Ruolo | Calciatore         |
| -- | -------------------- | ----- | ------------------ |
|    | Italia (bandiera)    | C     | Franco Maja        |
|    | Italia (bandiera)    | C     | Dario Martin (III) |
|    | Italia (bandiera)    | C     | Celeste Rocca      |
|    | Italia (bandiera)    | C     | Mario Sperone      |
|    | Argentina (bandiera) | A     | César Bertolo (I)  |
|    | Italia (bandiera)    | A     | Mario Bo           |
|    | Italia (bandiera)    | A     | Francesco Franzoni |
|    | Italia (bandiera)    | A     | Adolfo Giuntoli    |
|    | Italia (bandiera)    | A     | Julio Libonatti    |
|    | Italia (bandiera)    | A     | Filippo Prato      |
|    | Italia (bandiera)    | A     | Gino Rossetti (II) |
|    | Italia (bandiera)    | A     | Onesto Silano      |
|    | Italia (bandiera)    | A     | Luciano Vezzani    |

## Risultati

### Serie A

#### Girone di andata
| Arbitro: | Turbiani (Ferrara) |

|                           |           |             |
| Rossetti II 28’, 47’, 71’ | Marcatori | 30’ Tedesco |

| Arbitro: | Scorzoni (Bologna) |

|            |           |               |
| Meazza 39’ | Marcatori | 66’ Bertolo I |

| Arbitro: | Tagliabue (Milano) |

|                                                                       |           |  |
| Rossetti II 40’, 85’ Silano 58’, 90’ (rig.) Libonatti 60’ Cabrini 88’ | Marcatori |  |

| Arbitro: | Dani (Genova) |

|                                 |           |  |
| Ferraris II 9’ Santagostino 40’ | Marcatori |  |

| Arbitro: | Lenti (Genova) |

|                 |           |             |
| Rossetti II 24’ | Marcatori | 25’ Fedullo |

| Arbitro: | Bertoli (Vicenza) |

|                                                    |           |                             |
| Busini III 21’ Prendato 47’ Petrone 54’ Rivolo 65’ | Marcatori | 61’ Rossetti II 75’ Cabrini |

| Arbitro: | Lenti (Genova) |

|               |           |                         |
| Gasparini 56’ | Marcatori | 23’ Libonatti 83’ Prato |

| Arbitro: | Melandri (Cairo Montenotte) |

|                                             |           |           |
| Libonatti 13’ Latella 28’ (aut.) Silano 42’ | Marcatori | 40’ Rossi |

| Arbitro: | Scorzoni (Bologna) |

|                                                                  |           |                |
| Silano 39’ (rig.) Bo 44’, 55’ Libonatti 61’, 74’ Rossetti II 64’ | Marcatori | 22’ (rig.) Gay |

| Arbitro: | Caironi (Milano) |

|                  |           |                         |
| Mazzoni 45’, 75’ | Marcatori | 26’ Prato 59’ Libonatti |

| Arbitro: | U.Gama (Milano) |

|                                                      |           |             |
| Rossetti II 30’, 49’ Libonatti 43’ Silano 73’ (rig.) | Marcatori | 51’ Benatti |

| Torino 20 dicembre 1931, ore 14:30 UTC+1 12ª giornata | Torino           | 0 – 0 | Juventus | Stadio Filadelfia\| Arbitro: \| Carraro (Padova) \| |
| Arbitro:                                              | Carraro (Padova) |       |          |                                                     |

| Arbitro: | Guarnieri (Milano) |

|                                   |           |                                         |
| Bernardini 15’ Spiotta 31’ (aut.) | Marcatori | 2’ Rossetti II 31’ Libonatti 49’ Lorini |

| Arbitro: | Lenti (Genova) |

|                     |           |            |
| Demarchi 17’ (rig.) | Marcatori | 52’ Lorini |

| Torino 10 gennaio 1932, ore 14:30 UTC+1 15ª giornata | Torino        | 0 – 0 | Milan | Stadio Filadelfia\| Arbitro: \| Dani (Genova) \| |
| Arbitro:                                             | Dani (Genova) |       |       |                                                  |

| Arbitro: | Guarnieri (Milano) |

|                |           |  |
| De Manzano 77’ | Marcatori |  |

| Arbitro: | Caironi (Milano) |

|                |           |                                         |
| Giudicelli 68’ | Marcatori | 43’ Marchina 59’ Scagliotti 83’ Perazzo |

#### Girone di ritorno
| Arbitro: | Mastellari (Bologna) |

|                                   |           |  |
| Del Debbio 61’ (rig.) Guarisi 88’ | Marcatori |  |

| Arbitro: | Carraro (Padova) |

|                          |           |            |
| Bertolo I 25’ Silano 34’ | Marcatori | 13’ Meazza |

| Arbitro: | Lenti (Genova) |

|                                                         |           |                             |
| Righi 32’ Piccaluga 34’, 64’ Carnevali 36’ Lombatti 80’ | Marcatori | 22’, 55’ (rig.) Rossetti II |

| Arbitro: | Bertoli (Vicenza) |

|                                                |           |  |
| Prato 31’, 44’ Libonatti 48’ Silano 80’ (rig.) | Marcatori |  |

| Arbitro: | Bevilacqua (Viareggio) |

|                                           |           |                               |
| Maini 20’ Bortolini 29’ Schiavio 35’, 75’ | Marcatori | 55’ Libonatti 84’ Rossetti II |

| Arbitro: | Mastellari (Bologna) |

|            |           |  |
| Silano 19’ | Marcatori |  |

| Arbitro: | Lenti (Genova) |

|                                               |           |  |
| Libonatti 32’, 80’, 83’ Baloncieri 44’ (rig.) | Marcatori |  |

| Arbitro: | Scorzoni (Bologna) |

|                 |           |           |
| Stella 54’, 89’ | Marcatori | 79’ Prato |

| Arbitro: | Gonani (Ravenna) |

|                                  |           |                           |
| Rossini 68’ Gay 80’ Giuliani 82’ | Marcatori | 62’ Prato 79’ Rossetti II |

| Arbitro: | Turbiani (Ferrara) |

|                                         |           |                 |
| Silano 12’ Libonatti 68’ Baloncieri 89’ | Marcatori | 74’ Casanova II |

| Napoli 1º maggio 1932, ore 15:30 UTC+1 28ª giornata | Napoli           | 0 – 0 | Torino | Stadio Giorgio Ascarelli\| Arbitro: \| Caironi (Milano) \| |
| Arbitro:                                            | Caironi (Milano) |       |        |                                                            |

| Arbitro: | Barlassina (Novara) |

|                                       |           |  |
| Ferrari 16’ Munerati 23’ Cesarini 56’ | Marcatori |  |

| Arbitro: | Mastellari (Bologna) |

|                        |           |          |
| Prato 3’ Libonatti 20’ | Marcatori | 35’ Volk |

| Arbitro: | Mastellari (Bologna) |

|                                         |           |              |
| Libonatti 23’ Prato 67’ Rossetti II 72’ | Marcatori | 38’ Demarchi |

| Arbitro: | Dattilo (Roma) |

|                                                       |           |        |
| Magnozzi 16’, 57’, 66’, 72’ Kossovel 44’ Sternisa 76’ | Marcatori | 88’ Bo |

| Arbitro: | Scorzoni (Bologna) |

|                 |           |           |
| Rossetti II 44’ | Marcatori | 82’ Baldi |

| Arbitro: | Giulini (Milano) |

|              |           |               |
| Marchina 65’ | Marcatori | 68’ Bertolo I |

## Statistiche

### Statistiche di squadra
| Competizione | Punti | In casa | In casa | In casa | In casa | In casa | In casa | In trasferta | In trasferta | In trasferta | In trasferta | In trasferta | In trasferta | Totale | Totale | Totale | Totale | Totale | Totale | DR  |
| Competizione | Punti | G       | V       | N       | P       | Gf      | Gs      | G            | V            | N            | P            | Gf           | Gs           | G      | V      | N      | P      | Gf     | Gs     | DR  |
| ------------ | ----- | ------- | ------- | ------- | ------- | ------- | ------- | ------------ | ------------ | ------------ | ------------ | ------------ | ------------ | ------ | ------ | ------ | ------ | ------ | ------ | --- |
| Serie A      | 37    | 17      | 12      | 4       | 1       | 44      | 13      | 17           | 2            | 5            | 10           | 20           | 40           | 34     | 14     | 9      | 11     | 64     | 53     | +11 |

### Statistiche dei giocatori[2]
| Giocatore        | Serie A  | Serie A |
| Giocatore        | Presenze | Reti    |
| ---------------- | -------- | ------- |
| J. agosto        | 2        | 0       |
| G. Aliberti      | 1        | 0       |
| A. Baloncieri    | 19       | 2       |
| C. Bertolo (I)   | 23       | 3       |
| M. Bo            | 6        | 3       |
| V. Bosia         | 30       | -47     |
| L. Cabrini       | 14       | 2       |
| F. Franzoni      | 1        | 0       |
| A. Giuntoli      | 4        | 0       |
| F. Giudicelli    | 28       | 1       |
| A. Janni         | 27       | 0       |
| Libonatti        | 32       | 16      |
| Lorini           | 4        | 2       |
| G. Maina         | 4        | -6      |
| F. Maja          | 1        | 0       |
| C. Martin (II)   | 31       | 0       |
| D. Martin (III)  | 27       | 0       |
| M. Mongero       | 1        | 0       |
| F. Monti (III)   | 23       | 0       |
| F. Prato         | 16       | 8       |
| C. Rocca         | 1        | 0       |
| G. Rossetti (II) | 30       | 17      |
| A. Rosso         | 10       | 0       |
| O. Silano        | 24       | 9       |
| M. Sperone       | 10       | 0       |
| G. Spiotta       | 4        | 0       |
| L. Vezzani       | 1        | 0       |